# Bornel
Bornel es una comuna nueva francesa situada en el departamento de Oise, de la región de Alta Francia.

## Historia
Fue creada el uno de enero de 2016, en aplicación de una resolución del prefecto de Oise de 25 de septiembre de 2016 con la unión las comunas de Anserville, Bornel y Fosseuse, pasando a estar el ayuntamiento en la antigua comuna de Bornel.

## Demografía
| Gráfica de evolución demográfica de Bornel entre 1800 y 2014 |
|                                                              |

Los datos entre 1800 y 2014 son el resultado de sumar los parciales de las tres comunas que forman la nueva comuna de Bornel, cuyos datos se han cogido de 1800 a 1999, para las comunas de Anserville, Bornel y Fosseuse de la página francesa EHESS/Cassini. Los demás datos se han cogido de la página del INSEE.

## Composición
| Comuna     | Código INSEE | Población (2013) | Superficie (km²) | Densidad (hab./km²) |
| ---------- | ------------ | ---------------- | ---------------- | ------------------- |
| Anserville | 60018        | 422              | 6.81             | 62                  |
| Bornel     | 60088        | 3553             | 23.73            | 150                 |
| Fosseuse   | 60246        | 743              | 4.44             | 167                 |